# Emilie Woldvik
Emilie Marie Aanes Woldvik (* 8. Januar 1999) ist eine norwegische Fußballerin. Sie spielte bis 2024 für Lillestrøm SK Kvinner und seit 2020 für die norwegische Fußballnationalmannschaft.

## Karriere

### LSK Kvinner
Woldvik begann 2012 ihre Karriere in der Jugendabteilung von Kløfta IL und wechselte 2015 zu Lillestrøm SK Kvinner. Zur Saison 2017 rückte sie in den Profikader des Vereins und gab am 17. April 2017 ihr Toppserien-Debüt. Nur ein Jahr später debütierte sie am 9. September im Spiel gegen Zvezda-2005 Perm auch in der UEFA Women’s Champions League. 2019 setzte Woldvik sich endgültig bei LSK durch. Zur Saison 2022 wurde sie zur Spielführerin von LSK ernannt.
Zur Saison 2025 wechselte sie ins Nachbarland und spielte für den FC Rosengård. Im Sommer 2025 folgte der Wechsel zur AC Florenz.

### Nationalmannschaft
Woldvik stieß 2014 zur U15-Nationalmannschaft Norwegens. 2018 nahm sie an der U-19-Fußball-Europameisterschaft teil. Sie bestritt drei Spiele als Norwegen den Gruppensieg errang. Die Mannschaft schied jedoch im Halbfinale gegen Deutschland mit 0:2 aus. Im Februar 2020 wurde Woldvik im Rahmen des Algarve-Cup erstmals in den Kader der norwegischen Fußballnationalmannschaft der Frauen berufen. Am 7. März 2020 gab sie ihr Debüt, als sie im Halbfinale bei der 0:4-Niederlage gegen Deutschland eingewechselt wurde.
Am 16. Juni 2025 wurde sie für die Endrunde der EM 2025 nominiert. Sie wurde im dritten Gruppenspiel eingesetzt als einige Stammspielerinnen geschont wurden, da die Norwegerinnen nach zwei gewonnenen Spielen bereits für das Achtelfinale qualifiziert waren. In diesem wurde sie drei Minuten vor dem Spielende eingewechselt. Drei Minuten später gelang den Italienerinnen durch ein Last-Minute-Gegentor der Sieg und die Norwegerinnen schieden aus.

## Erfolge
- Norwegische Meisterin 2017, 2018, 2019
- Norwegische Pokalsiegerin 2018[11], 2019[12]